# Gustavo Díaz Ordaz 3.ª Sección
Gustavo Díaz Ordaz 3.ª Sección es una localidad del municipio de Huimanguillo ubicado en la subregión de la Chontalpa del estado mexicano de Tabasco.

## Geografía
La localidad de Gustavo Díaz Ordaz 3.ª Sección se sitúa en las coordenadas geográficas 17°26′08″N 93°36′41″O / 17.435556, -93.611389, a una elevación de 117 metros sobre el nivel del mar.

## Demografía
Según el Conteo de Población y Vivienda 2020, efectuado por el Instituto Nacional de Estadística y Geografía, la localidad de Gustavo Díaz Ordaz 3.ª Sección tiene 332 habitantes, de los cuales 174 son del sexo masculino y 158 del sexo femenino. Su tasa de fecundidad es de 3.84 hijos por mujer y tiene 61 viviendas particulares habitadas.
| Gráfica de evolución demográfica de Gustavo Díaz Ordaz 3.ª Sección entre 1990 y 2020 |
|                                                                                      |
| INEGI.                                                                               |